# Discografia di Omarion
In questa voce è elencata la discografia del cantante statunitense Omarion.

## Album
| Anno                                                | Album                                                                          | Posizione più alta | Posizione più alta | Posizione più alta | Certificazioni | Vendite       |
| Anno                                                | Album                                                                          | US                 | US R&B             | US Ind             | Certificazioni | Vendite       |
| --------------------------------------------------- | ------------------------------------------------------------------------------ | ------------------ | ------------------ | ------------------ | -------------- | ------------- |
| 2005                                                | O - Data: 23 febbraio 2005 - Etichetta: Epic/Sony                              | 1                  | 1                  | —                  | - USA: Oro     | - US: 758,000 |
| 2006                                                | 21 - Data: 26 dicembre 2006 - Etichetta: Epic/Sony                             | 1                  | 1                  | —                  |                | - US: 390,000 |
| 2010                                                | Ollusion - Data: 12 gennaio 2010 - Etichetta: StarWorld/MusicWorks/EMI/Capitol | 19                 | 3                  | 2                  |                | - US: 50,000+ |
| 2014                                                | Sex Playlist - Data: 2 dicembre 2014 - Etichetta: Maybach Music/Atlantic       |                    |                    |                    |                |               |
| "—" denota che l'album non è entrato in classifica. |                                                                                |                    |                    |                    |                |               |

### Album collaborativi
| Anno                                                | Album                                                                  | Classifiche | Classifiche | Classifiche | Certificazioni | Vendite        |
| Anno                                                | Album                                                                  | US          | US R&B      | US Rap      | Certificazioni | Vendite        |
| --------------------------------------------------- | ---------------------------------------------------------------------- | ----------- | ----------- | ----------- | -------------- | -------------- |
| 2007                                                | Face Off (with Bow Wow) - Data: 11 dicembre 2007 - Etichetta: Columbia | 11          | 2           | 1           | - US: Oro      | - US: 500,000+ |
| "—" denota che l'album non è entrato in classifica. |                                                                        |             |             |             |                |                |

## Singoli

### Da solo
| 2004                                                   | O                                      | 27  | 12 | 39 | 47           | O        |
| 2005                                                   | Touch                                  | 94  | 35 | —  | —            | O        |
| 2005                                                   | I'm Tryna                              | —   | 53 | —  | —            | O        |
| 2006                                                   | Entourage                              | 78  | 25 | —  | 58           | 21       |
| 2006                                                   | Ice Box                                | 12  | 5  | 13 | 14           | 21       |
| 2009                                                   | I Get It In (feat. Gucci Mane)         | 83  | 20 | —  | —            | Ollusion |
| 2010                                                   | Speedin'                               | 105 | 26 | —  | —            | Ollusion |
| 2010                                                   | Last Night (Kinkos) (feat. Snoop Dogg) | —   | 88 | —  | —            | Ollusion |
| 2014                                                   |                                        |     |    |    |              |          |
| You Like It                                            | —                                      | —   | —  | —  | Sex Playlist |          |
| Post To Be (feat. Chris Brown & Jhené Aiko)            | 13                                     | 5   | —  | 74 | Sex Playlist |          |
| "—" denota che il singolo non è entrato in classifica. |                                        |     |    |    |              |          |

### Collaborativi
| Anno | Titolo                            | Posizioni in classifica | Posizioni in classifica | Posizioni in classifica | Posizioni in classifica | Album                |
| Anno | Titolo                            | US                      | US R&B                  | US Pop                  | US Rap                  | Album                |
| ---- | --------------------------------- | ----------------------- | ----------------------- | ----------------------- | ----------------------- | -------------------- |
| 2007 | Cut Off Time (con Kat DeLuna)     | 123                     | —                       | —                       | —                       | Feel the Noise       |
| 2007 | Girlfriend (con Bow Wow)          | 33                      | 20                      | 42                      | 6                       | Face Off con Bow Wow |
| 2007 | Hey Baby (Jump Off) (con Bow Wow) | 102                     | —                       | 70                      | 24                      | Face Off con Bow Wow |

### Come ospite
| Anno | Titolo          | Artista/i                          | Posizioni in classifica | Posizioni in classifica | Posizioni in classifica | Album            |
| Anno | Titolo          | Artista/i                          | US                      | US R&B                  | US Rap                  | Album            |
| ---- | --------------- | ---------------------------------- | ----------------------- | ----------------------- | ----------------------- | ---------------- |
| 2004 | After Party     | Young Rome (feat. Marques Houston) | —                       | 108                     | —                       | Food for Thought |
| 2005 | Let Me Hold You | Bow Wow                            | 4                       | 2                       | 1                       | Wanted           |

### Con collaborazione
| Anno | Titolo                                  | Posizioni in classifica | Posizioni in classifica           | Posizioni in classifica | Album  |
| Anno | Titolo                                  | Billboard Hot 100       | Billboard Hot R&B/Singoli hip hop | Posizione (UK)          | Album  |
| ---- | --------------------------------------- | ----------------------- | --------------------------------- | ----------------------- | ------ |
| 2005 | Let Me Hold You (Bow Wow feat. Omarion) | 4                       | 2                                 | 27                      | Wanted |